# Hudiksvalls FF
Hudiksvalls FF is een Zweedse voetbalclub uit Hudiksvall, een stad aan de Botnische Golf in de provincie Gävleborgs län. In 1931 werd de club opgericht als Hudiksvalls ABK, maar wijzigde in 2011 de naam naar de huidige. De rood-witten komen uit in de hogere amateurreeksen. 